# M'Tsangamouji
M'Tsangamouji là một xã thuộc tỉnh hải ngoại Mayotte của Pháp, trên Ấn Độ Dương.